# Владикіно (електродепо)
55°51′00″ пн. ш. 37°36′40″ сх. д. / 55.85000° пн. ш. 37.61111° сх. д.
Електродепо «Владикіно» (ТЧ-14) (рос. Электродепо «Владыкино») було відкрито 7 березня 1991 р. Спільно з депо «Варшавське» обслуговує Серпуховсько-Тимірязєвську лінію. Електродепо включає в себе зону відстою та ремонту рухомого складу на 39 канав, мотодепо, мийку, 8-ми поверхову адміністративно-побутову будівлю. Депо виконує експлуатацію, повне техобслуговування, а також поточний ремонт вагонів (не складніше ТР-2). Має колесофрезерний верстат, підйомку для вагонів. У депо експлуатується вагон-дефектоскоп для ультразвукової дефектоскопії рейок (ходить під 96-м маршрутом).
На середину 2010-х електродепо обслуговує лінію восьмивагонними потягами, керованими в одну особу по АРС. У постійній готовності знаходяться 40 потягів (маршрути з 39 по 81) Є резервні потяги, резервні та ремонтні вагони. Загальна чисельність парку становить близько 390 вагонів.

## Історія
Семивагонні потяги з вагонів типів 81-714/717 надійшли в нове депо як з депо «Варшавське», так і з депо ТЧ-2 «Сокіл» .
У 1994–1995 роках з ТЧ-10 «Свіблово» в ТЧ-14 «Владикіно» надійшли новіші вагони типів 81-717.5/714.5. У 1994 році до «Владикіно» також надійшло кілька вагонів з депо ТЧ-5 «Калуське» (№ № 0140, 0151, 0437, 8071) і ТЧ-7 «Замоскворіцьке» (№ № 0068, 0071, 8079, 9955). Також в ТЧ-14 з'явилися вагони № № 10158-10159, 11291, 11295, 11309, 11311. Всі ці вагони працювали в нових поїздах. Взагалі, вагони «старі» (з «Соколу» і «Варшавського») і «нові» (з «Свіблово» і «Калузького») в депо «Владикіно» ніколи не змішувалися. При цьому, ймовірно, утворився надлишок вагонів і деякі з них були передані в 1994–1996 роках в депо «Замоскворецьке» (№ № 0068, 0071, 0437, 8071, 8079, 9955), «Свіблово» (№ 0292) і "Варшавське «(№ № 8411, 8511-8512, 7570, 7573, 7649, 9753).
У вересні 2000 року до відкриття нової дільниці «Празька» — «Вулиця Академіка Янгеля» у депо «Владикіно» надійшли нові вагони з депо «Сокіл» (№ 8714), «Замоскворіцького» (№ № 8711, 8713), «Варшавського» (№ № 7695-7698, 7702, 8418, 9793-9794, 9796, 9799-9800) і «Новогіреєво» (потяг 0001-9808-9818-9832-9839-9844-0002).
У грудні 2001 року відкрито нову станцію метро «Анніно». Для поповнення вагонного парку у «Владикіно» прибули потяги з депо «Свіблово» (0333-0832-0834-0835-0875-0876-0334) і «Замоскворіцького» (10165-11312-11313-11314-11318-11319-10166). Через рік до відкриття станції «Бульвар Дмитра Донського» у депо надійшли нові вагони 81-717.5М/714.5М з депо «Північне» і «Черкізово». Таким чином, депо «Владикіно» стало володіти найбільшою кількістю пасажирських складів — в 2003 році їх кількість склала 47 штук.
Наприкінці 2012 року в депо надійшли 2 нових склади з вагонів 81-760/761 для навчання машиністів. Пізніше надійшло ще 3 таких склади з депо «Варшавське». 

## Лінії, що обслуговуються
| Лінія                            | Роки   |
| -------------------------------- | ------ |
| Серпуховсько-Тимірязєвська лінія | з 1991 |

## Рухомий склад
| Тип вагонів             | Роки                 |
| ----------------------- | -------------------- |
| 81-717/714              | 1991—2015            |
| 81-717.5/714.5          | 1994—2015            |
| 81-717.5М/714.5М        | 2003—2015            |
| 81-760/761 «Ока»        | з 2012               |
| 81-760А/761А/763А «Ока» | 2015—2016, 2018—2019 |